# Maria Grund
Maria Charlotta Grund, född 28 januari 1975 i Uppsala, är en svensk författare. Grund är manusförfattare med en Master of Fine Arts-examen från New York University, hon debuterade som författare 2020 med boken Dödssynden.